# Taenia saginata
Taenia saginata, (synonym Taeniarhynchus saginatum) beskrevs först av Johann August Ephraim Goeze 1782 . Inga underarter finns listade i Catalogue of Life. T. saginata, allmänt känd som den obeväpnade bandmasken, är en bandmask som kan infektera människor och djur, då främst nötkreatur. Parasiten tillhör klassen Cestoda. T. saginata är den största arten inom släktet Taenia och är normalt cirka 5 – 10 m lång hos sin huvudvärd. Huvudet (scolex) består av fyra sugskålar och saknar hakar. Att den helt saknar hakar är ett karakteristiskt drag som skiljer T. saginata från de andra arterna i Taenia-släktet.
Parasiten finns över hela världen men den förekommer mest där nötkreatur föds upp för köttkonsumtion. Framförallt hittar man T. saginata i Östeuropa, Ryssland, östra Afrika och Sydamerika.
Människor blir i allmänhet infekterade genom förtäring av rått eller inte tillräckligt tillagat kött.
Nötkreaturen blir infekterade genom att äta växter som är kontaminerade med ägg eller befruktade proglottider som har kommit ut med avföringen från huvudvärden. I nötkreaturen bryts äggens yttre ner och bildar zygoter som i sin tur fäster i tarmväggen och tränger igenom vidare till muskelvävnaden där den utvecklas till en dynt, ett av maskens larvstadier. Där kan den leva i flera år i djuret. Människor blir då infekterade genom att äta dåligt tillagat kött som innehåller dynten.
Symptomen vid smitta kan variera men kan också utebli.

## Morfologi

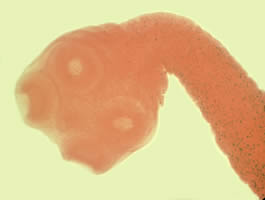
Scolex, den munlika delen på Taenia saginata försedd med fyra sugskålar med avsaknad av hakar.

T. saginata är den största arten inom släktet Taenia och är normalt cirka 5 – 10 m lång hos sin huvudvärd.
T. saginata tillhör klassen Cestoda och kännetecknas av att den har en klassiskt dorso-ventralt tillplattad och segmenterad kropp som är täckt av ett hudliknande hölje som kallas tegument. Kroppen saknar helt matsmältningssystem och den har därför varken mun, mage eller anus. Istället får den i sig näring genom sitt tegument, som är täckt av absorberande utsprång (mikrovilli), från huvudvärdens tunntarm i vilken den lever. Kroppen är vit och kan delas in i tre huvudsakliga delar: scolex, nackparti och strobila. Nackpartiet är kort och består av omogna proglottider, kroppssegment. Resten av kroppen utgörs av strobila d.v.s en kedja som även består av proglottider. Mittenpartiet av strobila består av mogna proglottider som längst bak på kroppen har utvecklats till befruktade sådana.
En individ kan innehålla så mycket som 1000 – 2000 proglottider. En mogen proglottid är cirka 2 – 4,5 mm medan en befruktad är cirka 0,5 – 2 cm. Varje proglottid är hermafrodit vilket innebär att den har både ett komplett hanligt och honligt reproduktionssystem med testiklar, äggulekörtel, livmoder, äggstockar och genital por. Detta gör att den kan befrukta sig själv och bilda en befruktad proglottid med en förgrenad livmoder fylld av befruktade ägg. Livcykeln sluts när huvudvärden förtär de delar av mellanvärden som innehåller de infektionsalstrande larvstadierna för att så småningom åter igen frisätta ägg för vidare förtäring av mellanvärden.

## Evolution/Artutveckling
T. saginata tror man utvecklades från T. solium för cirka 240 000 år sedan, under Pleistocene, då betydande klimatförändringar ägde rum. Samtidigt levde hominider som med sina förändrade levnadssätt, från samlar- och jägarsamhällen till bosättning, började leva nära mellanvärdarna d.v.s. nötkreaturen. Av forskning framgår att människans utveckling av jordbruk, djurskötsel och matvanor har haft en klar påverkan på Taenia-släktets evolution, migration och utbredning. Forskningen tyder även på att de olika arterna inom släktet Taenia kan ha utvecklats som ett resultat av förändring hos huvudvärden. Evolutionen hos mellanvärdarna, nötkreaturen, visar sig ha skett i samband till variationen och utvecklingen hos bandmaskarna.

## Huvudvärd
T. saginata har två typer av värdar. Människor, som är den enda huvudvärden infekteras genom förtäring av rått, gravat eller inte tillräckligt tillagat infekterat nötkött eller nöthjärta. Tillräckligt tillagat innebär tillagning vid 60 °C tills köttet inte är rosa längre alternativt 12 timmars nedfrysning i minst -20 °C. 
Genom överföring av dynten smittas huvudvärden, som i samband med utveckling och etablering av en adult mask i tarmen, drabbas av åkomman. Dynt av T. saginata utvecklas inte i människor, bara i nötkreatur (Bovine cysticercosis, "bovine" = nötkreatur). Det är endast själva masken i adult stadium som parasiterar människan, dvs en relativt harmlös tarminfektion.
När dynten har tagit sig in i sin huvudvärd vandrar den via magsäcken till tolvfingertarmen, den första delen av tunntarmen och sätter sig fast med scolex på slemhinnans epitel. Det tar två till tre månader för en dynt att utvecklas till en adult mask i människans tunntarm, där den sedan kan leva upp till 25 år.
Innan proglottiden frisätts från den adulta masken mognar den, blir befruktad och utvecklas till bärare av ägg som via anus på oss människor tar sig ut i med avföringen till exempelvis förorenat vatten. Via dessa vattendrag kan äggen överföras till mellanvärdar. Antalet ägg kan uppnå 200 000 stycken per proglottid och är frisatta från den efter att de lämnat huvudvärdens kropp. Kontakt mellan människa och människa genererar inte smitta utan det är endast via förtäring av infekterat kött människor får smittan. Vid smitta och utvecklandet av en adult mask inuti människan är infektionen som följer svår att upptäcka genom att konkreta besvär sällan uppkommer.

## Mellanvärdar
Nötkreatur men ibland även lamadjur, vattenbuffelar och giraffer är T. saginatas mellanvärdar. I typiska ladugårdsmiljöer kan äggen överleva utanför en värd i 18 månader. Väl inne i mellanvärden bryts äggens yttre ner med hjälp av magsaftens matsmältnings-enzymer och äggen kan fritt bilda zygoter som nu har utvecklat ett hårdare skal, en oncosphere. I detta stadium kan larven nu penetrera det mucusrika epitelet i magsäcken/tarmen på mellanvärden och vidare in i dess blodomlopp. Via blodet sker en förflyttning av oncosphererna till olika former av vävnad, exempelvis muskel-, lung- och levervävnad, men även till tungan och hjärtat. När oncospheren nått vävnaden fortlöper vidareutvecklingen från detta begynnande larvstadium till en dynt. Dyntens utseende liknar en pärla eller ärta och uppför sig som en vätskefylld cysta. Det är själva dynten som orsakar infektionssjukdomen Bovine cysticercosis när den huserar i vävnaderna hos mellanvärden. Sjukdomen har ingen bot hos nötkreaturen eller de andra mellanvärdarna, utan det enda försvaret man har idag mot smittospridningen är exempelvis olika kontroller och hygienprogram vilka tillämpas på gårdar där smittan är trolig att finna. Slakt av smittade djur är även en åtgärd man vidtar för att förhindra smittspridningen. Bovine cysticercosis är i sig inte smittsam varken mellan djuren eller från djur till människa vid direktkontakt, men benämns som en livsmedelsburen zoonotisk infektion genom att smitta sprids mellan de olika värdarna.

## Livscykel

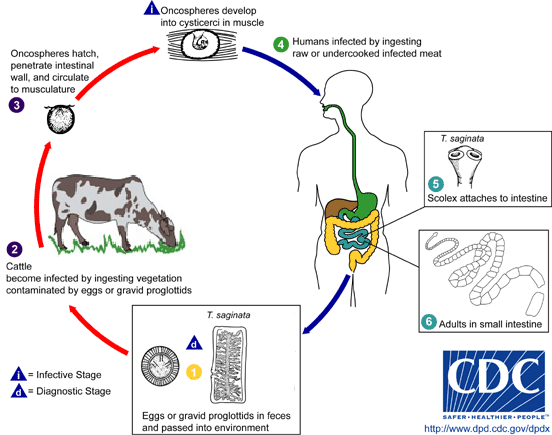
Livscykel Taenia saginata

1. Ägg eller befruktade proglottider kommer med avföringen från slutvärden (människa) ut i miljön där de kan överleva från några dagar upp till månader.
2. Mellanvärdarna, oftast nötkreatur (T. saginata) och grisar (T. solium, T. asiatica) blir infekterade genom att de äter exempelvis gräs kontaminerade med proglottider.
3. Oncospherer fäster och tränger igenom tarmväggen vidare till muskelvävnaden. I muskelvävnaden utvecklas den till en cysticercus (dynt, det andra larvstadiet) där den kan leva i flera år i djuret.
4. Slutvärden förtär kött innehållande dynt.
5. Dynten utvecklas till att bli en adult bandmask som fäster till människans tunntarm.
6. Där kan den sedan växa och leva i flera år och samtidigt knoppa av mogna proglottider via avföringen från huvudvärden[21].

## Förekomst
T. saginata finns över hela världen, uppskattningsvis tror man att 40-60 miljoner människor är smittade. Infektioner med T. saginata finns överallt där man äter smittat kött och förekommer mest i länder med dålig hygien, men framförallt i Östeuropa, Ryssland, östra Afrika och Sydamerika . Exempelvis i Zimbabwe är cirka 1,60 % av alla slaktade nötkreatur infekterade med dynt, det andra larvstadiet av T. saginata. I Frankrike är prevalensen 10 gånger lägre, cirka 0,14 %. Dynt i kött från ett nötkreatur kan infektera uppskattningsvis 8 - 20 personer . Det är vanligare med infekterade djur på landsbygden än på jordbruk med köttproduktion för kommersiellt bruk. Troligtvis som en följd av att de sanitära förhållande är sämre samtidigt som det saknas kunskap om livscykeln. Därför behövs upplysning samt effektivare kontroller för att undvika att dynt förs över till människor. Detta är fortsatt viktigt, även om prevalensen av cysticercosis hos nötkreatur i både Europa och Afrika tycks ha halverats sedan 1980-talet. Tidigare trodde man även att T. saginata fanns i Asien, men ny forskning har visat att det är T. asiatica som infekterar människor i Asien snarare än T. saginata.

## Symptom
De flesta människor som blir infekterade av T. saginata har inga eller knappt märkbara symptom. Symptom som dock kan förekomma yttrar sig som magont, minskad aptit, avmagring/viktförlust, matleda (obehag-/ äckelkänningar vid förtäring av mat), matsmältningsbesvär, yrsel, diarré, kräkningar, en kliande känsla vid anusöppningen och nervositet. Även om dessa symptom kan anses många och vissa av dem obehagliga är de inte farliga för människan. Dessa symptom brukar man få efter 6-8 veckor, när maskarna blivit fullt utvecklade och kan bestå så länge maskarna lever . Det mest påtagliga sättet att upptäcka att man är infekterad av masken är att man upptäcker proglottider runt anus eller i avföringen. Vid infektion går det i samtliga fall att behandla effektivt med ett så kallat avmaskningsmedel.